# Гельфрейх, Егор Иванович
Егор Иванович Гельфрейх (нем. Karl Georg von Helffreich; 1788—1865) — генерал от кавалерии, командир Кирасирского, Драгунского и 4-го армейского корпусов Русской императорской армии.

## Биография
Происходил из эстляндских дворян, родился 22 апреля (3 мая) 1788 года на мызе Вихула (укр. Миза Віхула) (Эстляндская губерния; ныне — в уезде Ляэне-Вирумаа в Эстонии). Отец — Богдан Богданович Гельфрейх (Gotthard Johann; 1752—1807); мать происходила из рода Врангелей.

### Наполеоновские войны
Окончив курс наук в Ревельском дворянском училище, начал службу в 1805 году юнкером в Инженерном корпусе. В следующем году участвовал под начальством генерала Эссена 1-го в походе в Пруссию и был в сражениях при местечке Острове и городе Пултуске, после чего 24 апреля 1807 года был произведён в подпоручики во 2-й конно-пионерный полк.
При открывшейся войне с Турцией участвовал, как инженер, при взятии крепости Браилова, и затем, назначенный адъютантом к начальнику 10-й пехотной дивизии генералу Левизу, участвовал в осаде и взятии крепости Силистрии, в сражении при Шумле и взятии Рущука. За эту войну награждён орденом Св. Анны 3-й степени.
В Отечественную войну 1812 года, уже будучи штабс-ротмистром и командиром эскадрона Александрийского гусарского полка, участвовал в сражениях при Кобрине, Пружанах, Городечне, Кейданах, и при взятии укреплений города Борисова, где в жаркой кавалерийской схватке, ведя в атаку свой эскадрон, был ранен двумя сабельными ударами по голове и пикой в грудь. За кампанию 1812 года награждён орденом Св. Владимира 4-й степени с бантом.
Назначенный в 1813 году адъютантом к генерал-фельдмаршалу графу Барклаю-де-Толли, Гельфрейх был в сражениях при Люцене, за отличие в котором произведён в ротмистры, и при Фрейберге, в партизанском нападении на Гроссенгейм, сражениях при Кенигсварте, Бауцене, Дрездене, Кульме (где получил орден Св. Анны 2-й степени), при Лейпциге (здесь он 8 ноября был награждён золотой саблей с надписью «За храбрость» и прусским орденом Pour le Mérite) и, наконец, при местечке Козен, на pеке Заале.
В 1814 году Гельфрейх участвовал во взятии Парижа; за отличие награждён французским орденом Почётного легиона. В том же году он был переведён в лейб-гвардии Гусарский полк, но, по собственному желанию, переведён обратно в Александрийский гусарский полк подполковником. В кампании 1815 года Гельфрейх участвовал в обложении крепости Мец.

### Подавление Польского восстания
10 августа 1820 года Гельфрейх был произведён в полковники и назначен командиром Нарвского драгунского полка. 26 ноября 1827 года за беспорочную выслугу 25 лет в офицерских чинах награждён орденом Св. Георгия 4-й степени (№ 4071 по кавалерскому списку Григоровича — Степанова); 28 февраля 1829 года получил чин генерал-майора, с назначением командиром 2-й бригады 4-й кавалерийской дивизии.
Во время Польского восстания его бригада находилась в составе резервной армии, расположенной около Вильны. При вторжении польских войск в Литву он был отряжен для прикрытия правого фланга главных сил русской армии и, действуя по правому берегу реки Вилейки, с летучим отрядом, состоявшим из одной сотни сводного казачьего № 6 полка, шести эскадронов Киевского драгунского полка, двух батальонов 30-го егерского полка и полубатареи 6-й артиллерийской роты, выступил из Вильны 13 июня и 17 атаковал неприятельскую позицию при местечке Вепржи и Бечах на реке Свенте. Оттеснив польские войска, Гельфрейх устроил на реке мост и 19 июня предпринял усиленную рекогносцировку Вилькомира, занятого войсками генерала Дембинского.
22 июня его летучий отряд был присоединён в Кейданах к колонне генерала от кавалерии графа Крейца и составил авангард передового отряда этой колонны, находившегося под начальством генерал-майора барона Делинсгаузена. На другой же день, в сражении при местечке Ерогале, он с батальоном Белевского полка, под картечным и оружейным огнём, перешел через реку Дубиссу по балкам и перекладинам сожжённых шлюзов, атаковал левый фланг неприятеля и заставил его отступить. 29 июня решительной и быстрой атакой Киевского драгунского полка с тремя эскадронами Новомиргородского уланского полка и полубатареей 8-й артиллерийской роты Гельфрейх освободил при местечке Лукшне сводный линейный казачий полк, окружённый неприятельскими колоннами, заставил поляков ретироваться и преследовал до местечка Варты, за которым польские войска перешли в пределы Пруссии.
Назначенный военным начальником ковенского пункта, он занимался успокоением края, очищением от мятежников обоих берегов реки Немана и предпринимал несколько экспедиций в Августовское воеводство для преследования князя Мирского. Затем был направлен в местечко Коло на прусскую границу, откуда с вверенной ему бригадой возвратился в конце сентября в Москву на Высочайший смотр. В 1832 году награждён польским знаком отличия за военное достоинство (Virtuti Militari) 2-й степени.
По окончании польской войны, при переформировании армейской кавалерии, назначен командиром 1-й (с 1833 года 2-й) бригады 7-й кавалерийской дивизии и награждён орденом Св. Станислава 2-й степени, а в 1836 году получил этот орден 1-й степени. В том же году назначен командующим 6-й лёгкой кавалерийской дивизии.
18 апреля 1837 года Гельфрейх был произведён в генерал-лейтенанты с утверждением в должности начальника дивизии. Состоя в этой должности, награждён орденами св. Анны 1-й степени (в 1839 году) и св. Владимира 2-й степени (1845 году). В 1849 году назначен командиром 1-го резервного кавалерийского корпуса. В 1850 году награждён орденом Белого орла, 25 сентября 1852 года награждён орденом Св. Александра Невского и 26 ноября того же года произведён в генералы от кавалерии.

### Крымская война
Во время Крымской войны, начальствуя Кирасирским корпусом, он в конце ноября 1854 года двинулся с ним в Подольскую губернию, где под его начальство поступили 40 резервных батальонов пехоты, два уланских полка и один Донской казачий полк. Все эти войска составляли Отдельный сводный корпус, назначением которого было охранение западной границы Российской империи от возможного вторжения австрийцев, сосредоточивших свои войска в Трансильвании.
В октябре 1855 года Гельфрейх прибыл с кирасирским корпусом форсированным маршем в Николаев, где представил части корпуса на Высочайший смотр, после чего назначен командиром Драгунского корпуса и начальником Евпаторийского отряда, который в его командование имел с неприятелем две стычки: 31 октября у села Курулу-Кипнак и 19 ноября близ села Чеботарь.
1 января 1856 года назначен командиром 4-го пехотного корпуса и 24 апреля 1857 года, в день 50-летия службы, награждён алмазными знаками к этому ордену, в апреле того же года, по расстроенному здоровью, уволен в отпуск.

### В отставке
Получив облегчение от пользования минеральными водами за границей, поселился в своем имении на южном берегу Крыма, около Ялты, занимался хозяйством и в то же время не переставал принимать участие своими замечаниями и проектами в улучшении российских войск и в особенности кавалерии. Из напечатанных его сочинений заслуживает внимания «Способ употребления легкой кавалерии в малой войне», из ненапечатанных записок — «Мысли о квартирной повинности и довольствии войск».
Скончался в 1865 году в Симферополе, где и погребён на городском кладбище; по одним сведениям он умер 30 декабря, по другим 30 ноября (12 декабря) 1865 года.

## Семья
В 1818 году женился на Charlotte Wilhelmine von Reutz (30.4.1796—30.3.1875). Их дети:
- Михаил (Michail Viktor; 1825—?) — действительный статский советник
- Константин (Konstantin Alexander; 1839 — после 1900) — действительный статский советник (с 1895); был женат на Ольге Кондратьевне Штофреген, дочери К. К. Штофрегена.